# The Witch and the Saint
The Witch and the Saint (deutsch Die Hexe und die Heilige) von Steven Reineke ist ein einsätziges Stück für ein sinfonisches Blasorchester .

## Musik
Steven Reineke ließ sich durch den historischen Roman „Die Hexe und die Heilige“ von Ulrike Schweikert zu der Komposition inspirieren. Die Geschichte spielt vor den Hintergrund der Hexenprozesse in Ellwangen. Das Stück besteht aus fünf kurzen Sätzen. The Witch and the Saint dauert ca. 10 Minuten. Es ist eine Tondichtung, die im Jahr 2004 komponiert wurde. Die Programmmusik gilt als technisch nicht allzu anspruchsvoll und ist deshalb bei Jugend- und Blasorchestern beliebt.

## Instrumentation
Holzblasinstrumente
Piccoloflöte, Flöte 1 & 2, Oboe, Fagott, B-Klarinette 1, 2 & 3, Bassklarinette, Altsaxophon 1 & 2, Tenorsaxophon, Baritonsaxophon
Blechblasinstrumente
Trompete 1, 2 & 3, Waldhorn 1 & 2, Posaune 1, 2 & 3, Euphonium, Tuba
Streichinstrumente
Kontrabass (optional)
Perkussion
Perkussion 1: Snare Drum, Bass Drum
Perkussion 2: Becken (Hänge- und Crashbecken), Triangel
Zusätzliches Schlagwerk: Tiefe Tomtom, Große Tamtam, Cabasa
Mallet-Schlagwerk: Mark Tree, Röhrenglocken, Tamburin, Timpani
Beleg:

## Uraufführung
Das Stück war eine Auftragskomposition für das Jugendblasorchester Ellwangen und ein Geschenk zu dessen 50-jährigem Bestehen. Im Jahr 2004 führten sie es bei ihrem Jubiläumskonzert auf.

## Veröffentlichung (Auswahl)

### Partitur
- The Witch and the Saint, Steven Reineke Arranged by: Matt Conaway, C. L. Barnhouse Company,[2] 2004, OCLC-Nummer 466415166
- The Witch and the Saint, Steven Reineke/ Arr. Erik Rozendom, Molenaar Edition[13]

### Diskografie
- The Witch and the Saint auf der CD The Witch and the Saint, The Washington Winds unter der Leitung von Edward Petersen, Walking Frog Records/Barnhouse
- The Witch and the Saint auf der CD New Day Rising: The Music of Steven Reineke, The Washington Winds unter der Leitung von Edward Petersen, Walking Frog Records[14]